# Бухейра (губернаторство)
Бухе́йра (Ель-Бухейра, араб. البحيرة) — губернаторство (мухафаза) в Арабській Республіці Єгипет. Адміністративний центр — місто Даманхур.
Розташоване на півночі країни, у західній частині дельти Нілу, на захід від губернаторств Александрія та Матрух і на схід від рукава Нілу Рашид.
Населення — 4 747 283 особи (2006).

## Найбільші міста
| №  | Місто                   | Населення, осіб (2006) |
| -- | ----------------------- | ---------------------- |
| 1  | Даманхур                | 244 043                |
| 2  | Кафр-ед-Даввар          | 114 030                |
| 3  | Ідку                    | 97 168                 |
| 4  | Рашид (Розетта)         | 68 947                 |
| 5  | Хош-Іса                 | 46 994                 |
| 6  | Абу-ель-Матамір         | 44 415                 |
| 7  | Ед-Ділінгат             | 41 768                 |
| 8  | Ітіаї-ель-Баруд         | 40 744                 |
| 9  | Абу-Хуммус              | 39 350                 |
| 10 | Ком-Хамада              | 36 334                 |
| 11 | Ер-Рахманія             | 29 393                 |
| 12 | Шубра-Хіт               | 28 505                 |
| 13 | Ель-Махмудія            | 28 277                 |
| 14 | Ваді-ель-Натрун (Садат) | 21 540                 |
| 15 | Бадр (Наср)             | 20 971                 |